# 木村庄之助 (16代)
16代 木村 庄之助（じゅうろくだい きむら しょうのすけ、嘉永2年11月12日（1849年12月26日） - 明治45年（1912年）1月6日）は、大相撲の立行司。本名は柘→大家→柘新助。出身地は、現在の愛知県豊橋市。

## 人物
吉田船町（現・豊橋市船町）で煮売屋の長男として生まれる。田舎相撲の強豪だった父親の影響で相撲に興味を持つが、体格に恵まれなかったため行司として研鑽を積むようになる。
安政6年（1859年）秋、吉田で江戸相撲の興行があり、その折に3代目清見潟に預けられ入門。13代庄之助に師事し、元治元年（1864年）4月に木村新介の名で初めて番付に載った。明治4年（1871年）4月に、3代木村龍五郎を襲名。
1873年冬、初代高砂が改正組を立ち上げるとこれに参加、高砂と行動を共にした。この間、吉田誠道を経て木村誠道（初代）と改名、5年後の1878年に高砂が東京相撲に復帰すると同時に復帰した。1878年5月幕内格、1885年三役格、1896年5月草履免許を許されている。
その後、7代式守伊之助の遺族の養子となり（後に離縁）、4代式守鬼一郎を襲名した（姓も「大家」に改めた）。離縁後は再び木村誠道に戻し、明治31年（1898年）1月に16代庄之助を襲名した。梅ヶ谷と常陸山の全盛時代を裁いた。
晩年は、中風により手先が震えたため「ブル庄」と呼ばれ、土俵の裁きは行わず顔触れ言上のみ行っていた。明治45年（1912年）1月6日、肺炎のため死去。享年64。庄之助在位は15年に及んだ。

## エピソード
- 右目が悪く風貌は上がらなかったが梅常陸時代を代表する行司として人気があった。
- 衣擦れの音がすると目を覚ますというほどの粋人で女性関係の逸話が多かった。
- 亡くなるまで髷を結っていた。

## 著書
- 木村庄之助 述、河合英忠 画『相撲四十八手 : 附・裏四十八手』金洪舎、1911年6月19日。